# Riksvei 19
De Riksvei 19 (Rijksweg 19, Riksvei is Bokmål, in Nynorsk wordt Riksveg 19 geschreven) is een hoofdverbindingsweg in het zuiden van Noorwegen. De weg loopt van Tønsberg in de provincie Vestfold naar Moss in de provincie Østfold. De totale lengte van de weg is 13,5 kilometer. De weg bestaat uit twee disjuncte deeltrajecten, een tracé van 7,5 km in Vestfold, en een tracé van 6,0 km in Østfold van elkaar gescheiden door de op die locatie 10 km brede Oslofjord waar de veerdienst Moss - Horten onderdeel van de riksvei 19 vormt. De weg verbindt een afrit van de E18 bij Undrumsdal, een dorp in Tønsberg met een afrit van de E6 in Moss.
Europese wegen:
E6 · E8 · E10 · E12 · E14 · E16 · E18 · E39 · E45 · E69 · E75 · E105 · E134 · E136
Riksveier:
2 · 
3 · 
4 · 
5 · 
7 · 
9 · 
12 · 
13 · 
15 · 
19 · 
20 · 
21 · 
22 · 
23 · 
25 · 
35 · 
36 · 
40 · 
41 · 
42 · 
44 · 
47 · 
52 · 
55 · 
70 · 
73 · 
77 · 
80 · 
83 · 
85 · 
92 · 
93 · 
94 · 
110 · 
111 · 
120 · 
150 · 
156 · 
159 · 
162 · 
163 · 
190 · 
191 · 
200 · 
282 · 
420 · 
451 · 
502 · 
509 · 
510 · 
518 · 
555 · 
562 · 
580 · 
616 · 
617 · 
658 · 
681 · 
706 · 
827 · 
833 · 
853 · 
862 · 
881 · 
887 · 
892 · 
893